# To the Teeth
To The Teeth és el desè àlbum de la cantant i compositora Ani DiFranco publicat al 1999, el tercer d’aquell any després d'Up Up Up Up Up Up i de Fellow Workers (amb Utah Phillips).
Aquest conté un missatge polític i social denunciant la política armamentística com a resposta a la massacre de Columbine a «To The Teeth», o a l’assassinat del doctor avortista Barnett Slepian i l’atemptat a la clínica de Birmingham (Alabama) a «Hello Birmingham».
Compta amb la col·laboració de Prince a «Providence» fent veus de fons. Aquell mateix any, Prince va publicar l’àlbum Rave Un2 the Joy Fantastic amb el tema «I Love U, but I Don't Trust U Anymore», on DiFranco col·labora tocant la guitarra acústica.
«The Arrivals Gate» conté un sampleig de la introducció de banjo de la versió per a radio d'«Angry Anymore», senzill d'Up Up Up Up Up Up.
El disc va arribar a la posició 12 a la llista Independent Albums i a la 76 de la Billboard 200, ambdues publicades per Billboard.

## Llista de cançons
Totes les cançons foren escrites i compostes per Ani DiFranco. 
| Núm. | Títol               | Durada |
| ---- | ------------------- | ------ |
| 1.   | «To the Teeth»      | 7:42   |
| 2.   | «Soft Shoulder»     | 6:04   |
| 3.   | «Wish I May»        | 4:53   |
| 4.   | «Freakshow»         | 5:42   |
| 5.   | «Going Once»        | 5:32   |
| 6.   | «Hello Birmingham»  | 5:23   |
| 7.   | «Back Back Back»    | 4:46   |
| 8.   | «Swing»             | 6:10   |
| 9.   | «Carry You Around»  | 3:24   |
| 10.  | «Cloud Blood»       | 4:51   |
| 11.  | «The Arrivals Gate» | 4:32   |
| 12.  | «Providence»        | 7:18   |
| 13.  | «I Know This Bar»   | 5:30   |

## Personal
- Ani DiFranco – veu, tenor guitar, guitarra elèctrica, guitarra baríton, guitarra acústica, baix, piano, bateria, megàfon, campanes, triangle, banjo, orgue
- Daren Hahn – bateria, turntables
- Jason Mercer – contrabaix, baix, banjo
- Julie Wolf – piano Wurlitzer, orgue, clavinet, piano, veu de fons, acordió, melòdica, piano baix Rhodes
- Kurt Swinghammer – guitarra, guitarra elèctrica
- Brian Wolf – tuba, trompeta, trombó
- Maceo Parker – flauta, saxòfon
- Irvin Mayfield – trompeta
- Mark Mullins – trombó
- Kingsway Clap and Stomp Corps – clapping
- Corey Parker – rap
- Prince – veu de fons a «Providence»

### Producció
- Producció – Ani DiFranco
- Enginyeria – Goat, Ethan Allen
- Mescla – Ani DiFranco
- Masterització – Greg Calbi
- Disseny – Ani DiFranco, Cheryl Neary
- Fotografia – Patty Wallace, Goat

## Llistes
| Llista                    | Posició |
| ------------------------- | ------- |
| Independent Albums (2000) | 12      |
| Billboard 200 (1999)      | 76      |

Ambdues llistes publicades per la revista Billboard.